# هنر عشق (آلبوم)
«هنر عشق» (به انگلیسی: The Art of Love) آلبومی از هنرمند اهل آلمان ساندرا کرتو است که در سال ۲۰۰۷ میلادی منتشر شد.